# Industrie minière au Bhoutan
 (octobre 2023).
L'extraction industrielle de minerais est insignifiante pour l'économie du Bhoutan, à l'exception de la production de ferrosilicium. Le terrain accidenté du pays fournit des sites pour récolter l'hydroélectricité, ce qui a entraîné une croissance rapide dans les secteurs du transport et de la construction, y compris la création d'un certain nombre de cimenteries locales.

## Production
L'industrie minérale du pays est petite et insignifiante pour son économie et est dominée par la production de ciment, de charbon, de dolomite, de gypse et de calcaire. Les ressources connues comprennent des gisements de béryl, de cuivre, de graphite, de plomb, de mica, de pyrite, d'étain, de tungstène et de zinc. Une usine de traitement du graphite a été établie à Paro.

## Structure de l'industrie minérale
Le gouvernement, une société du secteur privé, et une société japonaise ont formé une coentreprise pour produire du ferrosilicium et d'autres alliages. La production de ciment est également sous le contrôle du gouvernement.
Le Département de la géologie et des mines du ministère des Affaires économiques comprend deux divisions : le Service géologique du Bhoutan et la Division des mines. Ce dernier est chargé de l'inspection et de la réglementation de diverses mines. En outre, le département de l'énergie du ministère est chargé du développement de l'hydroélectricité dans le secteur de l'énergie.

## Examen des produits
Bhutan Ferro Alloys Ltd. produit principalement du ferrosilicium, qui est exporté vers l'Inde et le Japon. La capacité de production de son usine de Phuentsholing est de 18 000 tonnes métriques par an (t/an) de ferrosilicium, 4 200 t/an de micro silice et 2 400 t/an de ferrosilicium de magnésium. Le quartzite indigène produit par les propres mines captives de l'entreprise a été fourni à l'usine. Bhutan Ferro Alloys a commandé un four de fusion de 18 mégavoltampères pour produire d'autres alliages de silicium et de manganèse. L'agrandissement a été achevé en 2005. La société est une coentreprise du gouvernement, de Marubeni Corp. du Japon et de la société locale Tashi Commercial Corp.
L'extraction de dolomite près des collines de Pugli à Gomtu dans le sud-ouest du Bhoutan a affecté l'agriculture (plantations de thé) et les animaux sauvages dans le pays voisin, l'État indien, au Bengale-Occidental. Les glissements de terrain et l'érosion causés par l'exploitation de carrières ont laissé 14 propriétés sujettes aux inondations. Les sédiments dolomitiques ont rendu le sol des plantations de thé alcalin et la poussière en suspension dans l'air de la carrière a étouffé les plantes. Les animaux ne pouvaient pas boire l'eau de la rivière rendue rouge et trouble par l'exploitation des carrières.